# ماركو بلازا
ماركو بلازا (بالإسبانية: Marco Antonio Plaza)‏ هو مدرب كرة قدم ولاعب كرة قدم تشيلي في مركز الوسط، ولد في 24 فبراير 1982 في كاسابلانكا في تشيلي. لعب مع ديبورتيس ميليبيلا.

## وصلات خارجية
- ماركو بلازا على موقع Soccerway.com (الإنجليزية)